# Emiliano Dias Linhares
Emiliano Dias Linhares ou Gideon dos Lakotas (MG, 7 de março de 1964 - 18 de fevereiro de 2017 foi um escritor, xamã, ativista do uso da ayahuasca brasileiro. Em sua fazenda em Cananeia, SP, dizia trabalhar na recuperação de dependentes químicos, com 13 mil dependentes recuperados até o ano de 2012.
Foi presidente da Federação Nacional da Ayahuasca (FENAYA)  e líder do Movimento Contra a Liberação da Maconha, pela Vida, assim como foi o líder espiritual da comunidade Céu de Nossa Senhora da Conceição. Defendeu que o governo criasse um órgão para fiscalizar o uso do Santo Daime no Brasil, fechar casas e prender os responsáveis em locais onde seja identificado o uso de drogas junto ao chá.
Linhares tornou-se nacionalmente conhecido em 2010 por denunciar o uso de drogas na igreja Céu de Maria, presidido pelo cartunista Glauco Villas Boas e por seu filho, Raoni Vilas-Boas. Segundo ele, assim como em outras igrejas que fazem uso da ayahuasca em suas cerimônias, na igreja Céu de Maria haveria paralelamente uso de outras drogas e a acusou de ponto de narcotráfico. O instituto ambiental daimista ao qual pertence a igreja Céu de Maria negou as acusações na época e afirmou que moveria ação por calúnia contra Linhares, [carece de fontes?].

## Publicações
- Santo Daime revelado: drogas, fraudes e mentiras, ed. Corpo e Mente, 2007 ISBN 9788585844684